# Meineckia ovata
Meineckia ovata är en emblikaväxtart som först beskrevs av Eileen Adelaide Bruce, och fick sitt nu gällande namn av Jean F.Brunel. Meineckia ovata ingår i släktet Meineckia och familjen emblikaväxter. IUCN kategoriserar arten globalt som sårbar. Inga underarter finns listade i Catalogue of Life.